# Ndonga (R.20) jezici
Ndonga (R.20) jezici, podskupina nigersko-kongoanskih jezika iz centralne bantu skupine u zoni R, koji se govore na području afričkih država Namibija i Angola. Predstavnici su (5): 
- kwambi [kwm], 32.700 (2006), Namibija.
- kwanyama ili oshiwambo [kua], 421.000 u Angoli (Johnstone 1993); 247.000 u Namibiji (2006).
- mbalanhu [lnb], 200 (2006), Namibija
- ndonga [ndo], 807.000 u Namibiji (2006); 263.000 u Angoli (2000 WCD).
- ngandyera [nne], 13.100 (2000), Angola.

## Vanjske poveznice
- Ethnologue (14th)
- Ethnologue (15th)